# Michalina Wieszeniewska
Michalina Leonilda Wieszeniewska vel Sokołowska pseud.: Czesława, Ciocia Antosia, Antosia (ur. 3 grudnia?/15 grudnia 1897 w Osowcu koło Rzeczycy, zm. 20 września 1944 w Warszawie) – polska sanitariuszka, żołnierz Armii Krajowej, kierowniczka Referatu Ewakuacji Personalnej „Ewa-Pers” Wydziału Odbioru Zrzutów Oddziału V Łączności Komendy Głównej AK, opiekunka cichociemnych.

## Życiorys
Uczyła się w gimnazjum w Rostowie (1907–1915), po którego ukończeniu zdała maturę ze srebrnym medalem w Męskim Gimnazjum Filologicznym. Kontynuowała naukę w Piotrogrodzie na Wyższych Żeńskich Kursach Bestużewskich i Wyższych Polskich Kursach Miłośników Historii i Literatury. Po przyjeździe we wrześniu 1918 roku do Warszawy rozpoczęła studia na Wydziale Chemii Politechniki Warszawskiej, przenosząc się wiosną 1920 roku na Wydział Prawa i Nauk Politycznych Uniwersytetu Warszawskiego. W połowie 1920 roku porzuciwszy studia zgłosiła się ochotniczo do służby w czasie wojny polsko-bolszewickiej jako siostra PCK w Szpitalu Polowym nr 10118 pod komendą Chama Wasserbergera. Służyła na szlaku frontowym Zamość–Brody–Krzemieniec. Po wojnie, jesienią 1920 roku, wróciła do Warszawy. Studiowała na uniwersytecie do 1923 roku. W 1929 roku podjęła studia na Akademii Muzycznej im. F. Chopina w Warszawie, jednak po wyjściu za mąż przeniosła się do Łowicza, gdzie jej mąż był nauczycielem w męskiej rocznej szkole rolniczej im. Tadeusza Kościuszki. W 1936 roku małżeństwo przeniosło się do Dobryszyc.
Po wybuchu wojny, w styczniu 1940 roku wstąpiła do Związku Walki Zbrojnej i przyjęła pseudonim „Czesława”. Służyła w komórce dywersyjnej. W październiku 1941 roku otrzymała przydział do „Komórki Zrzutów” Oddziału V Komendy Głównej ZWZ, w okresie próbnym, w latach 1941–1942 działającej pod kryptonimem „Syrena” pod dowództwem Oksany Korwin-Pawłowskiej „Miotły”, „Śruby”. Wiosną 1942 roku Komórka Zrzutów została przeorganizowana w Wydział Odbioru Zrzutów V-S w Oddziale V Łączności Komendy Głównej AK, a Wieszeniewska, po przyjęciu pseudonimu „Antosia”, została zastępczynią kierownika Referatu Ewakuacji Personalnej „Ewa-Pers” (kierownikiem była Maria Szczurowska „Danka”, „ciotka Danka”). 
W 1943 roku, po odejściu „Danki” do innej służby, „ciotka Antosia” została kierownikiem Referatu Ewakuacji Personalnej „Ewa-Pers”. Również osobiście opiekowała się cichociemnymi, m.in.: Adamem Boryczką, Feliksem Dzikielewskim (w styczniu 1943 roku), Antonim Iglewskim (w 1943 roku), Stanisławem Jankowskim (w 1942 roku), Henrykiem Januszkiewiczem (w lutym 1943 roku), Stanisławem Kazimierczakiem (w styczniu 1943 roku), Felicjanem Majorkiewiczem (w kwietniu 1944 roku), Januszem Messingiem (w maju–grudniu 1943 roku), Tadeuszem Runge (późniejszym dowódcą Batalionu „Czata 49”, w kwietniu 1944 roku) i Tadeuszem Żelechowskim (w kwietniu–maju 1944 roku).
W grudniu 1943 roku przy współudziale Stanisława Jankowskiego „Agatona” (przygotowanie dokumentów) i Tadeusza Semadeniego „Teodora”, „Witolda” zorganizowała transport zbiegłej z więzienia we Lwowie, będącej w ostatnim miesiącu ciąży Zofii Rapp-Kochańskiej „Marie Springer”, działającej w wywiadzie ofensywnym Oddziału II KG AK, żony Jana Kochańskiego (zamordowanego na Pawiaku w lutym 1944 roku). 4 stycznia 1944 roku urodził się ich syn Maciej, a rodzicami chrzestnymi byli „ciotka Antosia” i „Agaton”. Michalina Wieszeniewska zdołała powiadomić Jana Kochańskiego (na Pawiaku) o narodzinach syna.
W powstaniu warszawskim służyła w Sanitariacie Okręgu Warszawskiego Armii Krajowej „Bakcyl”, w Szpitalu Powstańczym nr 1 w gmachu PKO (na rogu ulic Jasnej i Świętokrzyskiej), następnie w PŻ („Pomoc Żołnierzowi”), a we wrześniu w sanitariacie batalionu „Czata 49” Zgrupowania Radosław na Czerniakowie.
W nocy z 19 na 20 września 1944 roku „ciotka Antosia” oczekiwała wraz z kpt. Zygmuntem Milewiczem „Rogiem”, zastępcą dowódcy batalionu „Czata 49”, na brzegu Wisły w pobliżu wraku statku „Bajka”, na przybycie pontonu, którym mieli być ewakuowani ranni powstańcy na drugi brzeg. Została rozerwana przez pocisk artyleryjski („Róg” był ranny w wyniku wybuchu tego pocisku). Jej ciała później nie odnaleziono.

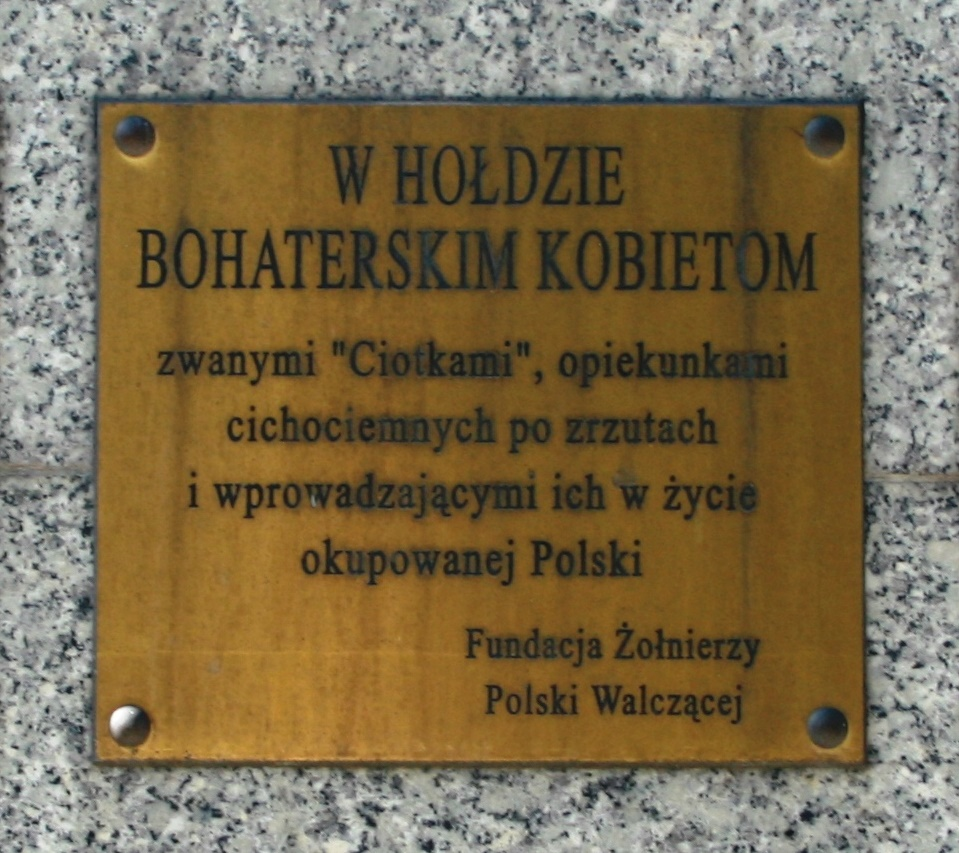
Tablica poświęcona „ciotkom” cichociemnych na warszawskim cmentarzu wojskowym

## Awanse
- porucznik – pośmiertnie.

## Odznaczenia
- Krzyż Walecznych – 21 stycznia 1942 roku
- Srebrny Krzyż Zasługi z Mieczami
- Brązowy Krzyż Zasługi z Mieczami.

## Życie rodzinne
Była córką Bronisława Adama Hugona Lubiczankowskiego i Aleksandry Rajmundy z domu Jeleńskiej. 31 stycznia 1929 roku w kościele św. Aleksandra w Warszawie wyszła za mąż za Czesława Wieszeniewskiego (1902–1940). Czesław Wieszeniewski zginął w Charkowie.

## Upamiętnienie
Michalinie Wieszeniewskiej poświęcona jest książka Krzysztofa Ćwiertniewskiego W kręgu rodowym „Cioci Antosi” Michaliny z Lubiczankowskich Wieszeniewskiej (Dom Wydawniczy „Księży Młyn” Michał Koliński, 2012, ISBN 978-83-7729-160-3).